# Alfonso Guixot Guixot
Alfonso Guixot Guixot (Alicante, 9 de agosto de 1904 - Alicante, 25 de enero de 1956) fue un empresario y dirigente deportivo. Fue importante empresario en el sector cinematográfico y de la tauromaquia en Alicante durante los años 1940 y 1950. Fue presidente del Hércules Club de Fútbol durante cuatro temporadas.

## Trayectoria
Alfonso Guixot fue un célebre empresario alicantino mayormente del mundo del cine y de la tauromaquia. Gestionó durante 16 años la plaza de toros de Alicante. Su padre también fue un afamado empresario en la ciudad mediterránea dedicado entre otros negocios al mundo taurino. Desde bien joven se dedicó a los negocios, y ya antes de la guerra civil española regentaba varios cines y tenía contratas municipales de transporte de productos alimenticios del Mercado Central. Durante la guerra le decomisaron los vehículos de transporte de su propiedad, teniendo que comenzar prácticamente de cero, hecho que le llevó a residir junto a su mujer en Valencia durante una temporada. Tras la contienda regresó a Alicante y sus negocios cinematográficos crecieron enormemente. En Alicante regentó el cine Ideal, Salón España (luego llamado Capitol) y Rialto. Tuvo también cines en Elda, Elche, Torrevieja, Villajoyosa o Cartagena.
Fallecido su padre en diciembre de 1939, a partir de la temporada 1940 se hace cargo de la plaza de toros de Alicante. Posteriormente también regentó la plaza de toros de Murcia y la importante Real Plaza de Toros de El Puerto de Santa María. Su amistad con Manolete, hacía que el torero cordobés fuera un habitual en el coso alicantino durante la Feria de Hogueras.
Mientras era presidente del Hércules Club de Fútbol, el 18 de noviembre de 1955 sufrió un infarto de miocardio durante un partido de liga contra el Real Madrid y tras guardar reposo en su casa, a los dos meses falleció el 25 de enero de 1956. Tras su muerte se le nombró presidente de honor perpetuo del Hércules y el Ayuntamiento de Alicante le dedicó una calle.